# Vistlip
Vistlip (estilizado em minúsculas) é uma banda japonesa de rock da cena visual kei formada em 2007, integrada por Tomo, Yuh, Umi, Rui e Tohya.
BugLug, Kiryu, R-Shitei e Vistlip foram descritos como os "quatro reis celestiais" da nova geração do visual kei. Esse título foi inventado quando foi dado à Malice Mizer, Shazna, Fanatic Crisis e La'cryma Christi na geração anterior.

## Carreira

Logotipo da banda

Formada em 2007 em Tóquio, Vistlip lançou seu primeiro EP Revolver em 23 de abril de 2008. Em abril do ano seguinte lançaram o segundo, intitulado Patriot.
Em setembro de 2015 Vistlip realizou uma turnê em quarteto com as bandas Kiryu, R-Shitei e BugLug chamada 4Byoshi. A turnê ocorreu novamente em 2018. No mesmo ano, Tomo e Rui formaram a subunidade Lill e lançaram o EP Two Chics.
Vistlip lançou o single "It" como comemoração aos 10 anos de carreira em 2017. Em 2020 lançaram o álbum de grandes êxitos Memento Ice, com dois discos e 32 faixas.
Em 17 de março de 2024, Vistlip lançou a canção "Invisible", data escolhida por ser o dia do primeiro show da banda. Em 3 de maio fizeram seu último show na Shinjuku Blaze, diante do fechamento da casa. De 1 de junho a 6 de julho, a banda publicou 36 videoclipes em seu canal do YouTube, um por dia, em comemoração aos 17 anos de banda. Em julho comemoraram o aniversário dos membros Umi e Yuh com shows nos dias 20 e 28, seus respectivos aniversários.

## Membros
- Tomo (智) – vocais
- Yuh – guitarra
- Umi (海) – guitarra
- Rui (瑠伊) – baixo
- Tohya – bateria

## Discografia
Álbuns de estúdio
| Título      | Lançamento             | Posição na Oricon |
| ----------- | ---------------------- | ----------------- |
| Theater     | 9 de dezembro de 2009  | 28                |
| Order Made  | 14 de dezembro de 2011 | 12                |
| Chronus     | 17 de julho de 2013    | 14                |
| Layout      | 18 de março de 2015    | 12                |
| BitterSweet | 29 de março de 2017    | 15                |
| Style       | 28 de novembro de 2018 | 19                |
| M.E.T.A     | 30 de março de 2022    | 30                |

EPs
| Título   | Lançamento           | Posição na Oricon |
| -------- | -------------------- | ----------------- |
| Revolver | 23 de abril de 2008  | -                 |
| Patriot  | 4 de abril de 2009   | -                 |
| Gloster  | 1 de janeiro de 2013 | 23                |
| Sense    | 30 de março de 2016  | 17                |
| No.9     | 18 de março de 2020  | 28                |